# Roberto Rojas Tardío
Roberto Rojas Tardío (Rímac, 26 de octubre de 1955-Chorrillos, 27 de septiembre de 1991) fue un futbolista peruano que se desempeñaba como defensa lateral.
Integró la selección peruana en la Copa Mundial de Fútbol de 1978 y en la Copa América 1983.
Cuando en la temporada de 1975 apareció Roberto Rojas Tardío (Lima, 22 de octubre de 1955), el primer equipo de Alianza Lima era dirigido por Marcos Calderón, quien ese año asumió el mando en el cuadro de La Victoria dando cabida a varios nuevos elementos.
Siempre como marcador izquierdo, esa primera temporada con la blanquiazul a Rojas se le complicó alternar en el once titular, pues por delante en su puesto tenía a nada menos que Jaime Duarte, además de a Julio ‘Buyo’ Ramírez. El ‘Chiquillo’, conocido por jugar en el mismo puesto pero por la derecha, se vio desplazado de su usual ubicación ante la presencia de Moisés Palacios. Al dejar momentáneamente el cargo Calderón, quien pasó a dirigir a la selección peruana durante la Copa América, la situación no varió, aunque terminó esa campaña ganando su primer título nacional.
El siguiente año el panorama se mantuvo igual para ‘Cucurucho’, siendo recién el de 1977 el campeonato con el que se destacó en forma definitiva como titular. Por su gran velocidad, lo que le permitía anticipar a los punteros que se recostaban por su sector, su juego se hizo habitual en cada jornada en la que defendió al Alianza de las estrellas, ese cuadro en el que se juntó la dupla de Teófilo Cubillas con Hugo Sotil junto a José Velásquez y César Cueto. Con la dirección del uruguayo Juan Eduardo Hohberg en el banco, salió bicampeón en 1978, siendo además convocado para integrar la selección peruana que asistió al Mundial de Argentina.
Vestir la blanquirroja fue una meta que Roberto Rojas cumplió desde que el 22 de abril de 1978 debutó en un amistoso frente a China que se ganó 2-1. El técnico era Marcos Calderón, quien lo ubicó como titular hasta que a los 55’ se fue reemplazado por Jaime Duarte. Solo ese encuentro le bastó para ser incluido en la lista final que participó en la Copa del Mundo, aunque el titular por su sector era el ‘Panadero’ Rubén Díaz.
Ya en el Mundial, la presencia de ‘Cucurucho’ se dio en un solo partido, el último y fatal de aquel Perú que se despidió siendo goleado 6-0 por Argentina. Luego se mantuvo alternando de forma regular en los encuentros de preparación, hasta que llegó el año de 1981, en el que el brasileño Tim lo consideró inamovible durante las Eliminatorias. Ese buen momento, sin embargo, tuvo un final abrupto el 25 de abril de 1982, cuando jugando de visita ante Argelia se rompió el tobillo derecho.
Sin poder asistir a la justa que se desarrolló en España, tuvo que esperar hasta la Copa América de 1983 para volver a jugar de manera oficial con la selección, ahora bajo la dirección de Juan José Tan, aunque un amistoso frente a Paraguay el 7 de octubre de ese año, acabó siendo su despedida de la blanquirroja tras perder 4-1. En total, sumó 27 presencias.
Jugando por Alianza, ‘Cucurucho’ siguió actuando hasta la temporada de 1985, aunque cada vez con mayor competencia en el puesto. Los nombres de César Sussoni y el juvenil Gino Peña se mezclaron con el de Roberto Rojas, quien cerró su primera etapa con la blanquiazul en un clásico que Universitario ganó 3-2 el 26 de marzo de 1986. La directiva grone entonces no lo volvió a contratar, por lo que se marchó de La Victoria en camino hacia el Rímac, donde Sporting Cristal lo acogió.
Pese a que con los celestes fue titular de forma regular, las expectativas cifradas sobre el equipo dirigido por Héctor Chumpitaz no se cumplieron, por lo que su estadía no se prolongó más allá de una campaña, la que cerró jugando justo ante Alianza en la última fecha de la Liguilla por el título nacional.
La siguiente camiseta que Rojas vistió fue la de Municipal, que en 1987 lo tuvo alternando el puesto por la izquierda con Jorge Simic, pero su estadía con el cuadro edil también fue corta, pues en diciembre la tragedia de Ventanilla sacudió el corazón de muchos, entre ellos el de ‘Cucurucho’, por lo que solicitó ser prestado a su antiguo club para colaborar en la recuperación de los íntimos.
El domingo 3 de enero de 1988 fue el regreso oficial de Roberto Rojas con la camiseta de Alianza Lima, cuando en Matute le ganaron 2-1 a Bolognesi. Aunque no pudo completar el homenaje a ‘Los Potrillos’ logrando el campeonato, cumplió jugando los últimos partidos de esa temporada y de la siguiente, en la que se armó un nuevo plantel que no pudo reeditar un buen papel.
La mañana del 27 de septiembre de 1991 lo sorprendió un accidente vehicular en la Costa Verde de Lima, cegando su vida de forma abrupta, aunque dejando el recuerdo de sus corridas constantes que por años deslumbraron por la banda izquierda.

## Trayectoria
Jugó en los clubes Alianza Lima, Sporting Cristal y Deportivo Municipal como defensa.
Participó en la Copa Mundial de Fútbol de 1978 y en la Copa América 1983 integrando la selección de fútbol del Perú.

## Clubes
| Club                | País | Año       |
| ------------------- | ---- | --------- |
| Alianza Lima        | Perú | 1975-1985 |
| Sporting Cristal    | Perú | 1986      |
| Deportivo Municipal | Perú | 1987      |
| Alianza Lima        | Perú | 1987-1988 |

## Selección peruana
En 1977 fue convocado a la selección juvenil dirigido por Marcos Calderón que participó en el torneo sub-20 en Venezuela.
Roberto Rojas jugó 25 partidos (sin goles) con la selección de fútbol del Perú entre 1978 y 1983.

#### Participaciones en Copa del Mundo
Rojas participó con la selección en la Copa Mundial de Fútbol de 1978 en Argentina, donde llegó a jugar en el partido contra Argentina.
| Mundial                        | Sede      | Resultado        |
| ------------------------------ | --------- | ---------------- |
| Copa Mundial de Fútbol de 1978 | Argentina | Cuartos de final |

#### Participaciones en Copa América
Participó en la Copa América 1983, realizada entre el 10 de agosto y el 4 de noviembre de 1983. En este torneo, el Perú obtuvo un tercer lugar compartido con Paraguay.
| Copa internacional | Sede          | Resultado     |
| ------------------ | ------------- | ------------- |
| Copa América 1983  | Sin sede fija | Tercer puesto |

## Palmarés

### Campeonatos nacionales
| Título                    | Club         | País | Año  |
| ------------------------- | ------------ | ---- | ---- |
| Primera división del Perú | Alianza Lima | Perú | 1975 |
| Primera división del Perú | Alianza Lima | Perú | 1977 |
| Primera división del Perú | Alianza Lima | Perú | 1978 |

### Campeonatos internacionales
| Título             | Club         | País | Año  |
| ------------------ | ------------ | ---- | ---- |
| Copa Simón Bolívar | Alianza Lima | Perú | 1976 |